# Lliura de les Malvines
La lliura de les Malvines (en anglès Falkland Islands pound o, simplement, pound) és la moneda de les illes Malvines. El codi ISO 4217 és FKP i s'abreuja £, o Fl£ quan és menester diferenciar-la de la lliura esterlina i d'altres de lliures. Se subdivideix en 100 penics. Té paritat amb la lliura esterlina i és intercanviables 1 a 1.
La lliura britànica es va introduir a les Falklands el 1833. Els primers bitllets propis es van emetre el 1899. El Govern de les Illes Malvines és encarregada de l'emissió de bitllets des del 1921 i monedes des del 1974.

## Canvi oficial
- 1 EUR = 0,852452 FKP; 1 FKP = 1,173087 EUR (3 agost 2024)[4]